# Macellicephala alia
Macellicephala alia är en ringmaskart som beskrevs av Levenstein 1978. Macellicephala alia ingår i släktet Macellicephala och familjen Polynoidae. Inga underarter finns listade i Catalogue of Life.